# Matteo Di Gennaro
Matteo Di Gennaro (Sant'Elpidio a Mare, 2 giugno 1994) è un calciatore italiano, difensore del Catania.

## Carriera
Cresciuto nell'Ascoli, nel 2011 si trasferisce nel settore giovanile del Parma, che il 2 settembre 2013 lo cede in prestito proprio alla società marchigiana. Il 22 luglio 2014 passa a titolo temporaneo al Renate, che nel 2015 lo acquista a titolo definitivo, facendogli firmare un contratto triennale. Dopo essersi imposto come uno dei migliori giocatori della categoria, il 13 luglio 2018 passa al Livorno.
Nel settembre del 2020 va vicino al trasferimento alla Reggiana, ma la cessione non si concretizza a causa dei problemi societari del club toscano; il 18 gennaio 2021 viene acquistato dall'Alessandria, con cui si lega fino al 2023.
Nell'agosto del 2022 viene ingaggiato a titolo definitivo dalla Triestina. Il 31 gennaio 2023 viene ceduto in prestito alla Feralpisalò.A seguito della promozione ottenuta l'8 aprile 2023, proprio contro la Triestina per 1-0, scatta l'obbligo di riscatto.
Il 25 agosto 2023 viene acquistato dalla Carrarese.
Il 12 luglio 2024 viene ceduto al Catania.

## Statistiche

### Presenze e reti nei club
Statistiche aggiornate al 13 maggio 2025.
| Stagione           | Squadra            | Campionato         | Campionato | Campionato | Coppe nazionali | Coppe nazionali | Coppe nazionali | Coppe continentali | Coppe continentali | Coppe continentali | Altre coppe | Altre coppe | Altre coppe | Totale | Totale |
| Stagione           | Squadra            | Comp               | Pres       | Reti       | Comp            | Pres            | Reti            | Comp               | Pres               | Reti               | Comp        | Pres        | Reti        | Pres   | Reti   |
| ------------------ | ------------------ | ------------------ | ---------- | ---------- | --------------- | --------------- | --------------- | ------------------ | ------------------ | ------------------ | ----------- | ----------- | ----------- | ------ | ------ |
| 2013-2014          | Ascoli             | 1D                 | 13         | 0          | CI-LP           | 0+1             | 0               | -                  | -                  | -                  | -           | -           | -           | 14     | 0      |
| 2014-2015          | Renate             | LP                 | 16         | 0          | CI+CI-C         | 0+3             | 0               | -                  | -                  | -                  | -           | -           | -           | 19     | 0      |
| 2015-2016          | Renate             | LP                 | 21         | 1          | CI-C            | 0               | 0               | -                  | -                  | -                  | -           | -           | -           | 21     | 1      |
| 2016-2017          | Renate             | LP                 | 35+1       | 1          | CI-C            | 0               | 0               | -                  | -                  | -                  | -           | -           | -           | 36     | 1      |
| 2017-2018          | Renate             | C                  | 31+1       | 3          | CI+CI-C         | 3+2             | 0               | -                  | -                  | -                  | -           | -           | -           | 37     | 3      |
| Totale Renate      | Totale Renate      | Totale Renate      | 103+2      | 5          |                 | 8               | 0               |                    | -                  | -                  |             | -           | -           | 113    | 5      |
| 2018-2019          | Livorno            | B                  | 31         | 1          | CI              | 2               | 0               | -                  | -                  | -                  | -           | -           | -           | 33     | 1      |
| 2019-2020          | Livorno            | B                  | 15         | 0          | CI              | 1               | 0               | -                  | -                  | -                  | -           | -           | -           | 16     | 0      |
| 2020-gen. 2021     | Livorno            | C                  | 17         | 3          | CI              | 0               | 0               | -                  | -                  | -                  | -           | -           | -           | 17     | 3      |
| Totale Livorno     | Totale Livorno     | Totale Livorno     | 63         | 4          |                 | 3               | 0               |                    | -                  | -                  |             | -           | -           | 66     | 4      |
| gen.-giu. 2021     | Alessandria        | C                  | 15+6       | 1          | CI              | -               | -               | -                  | -                  | -                  | -           | -           | -           | 21     | 1      |
| 2021-2022          | Alessandria        | B                  | 29         | 3          | CI              | 1               | 0               | -                  | -                  | -                  | -           | -           | -           | 30     | 3      |
| Totale Alessandria | Totale Alessandria | Totale Alessandria | 44+6       | 4          |                 | 1               | 0               |                    | -                  | -                  |             | -           | -           | 51     | 4      |
| 2022-2023          | Triestina          | C                  | 19         | 2          | CI-C            | 1               | 0               | -                  | -                  | -                  | -           | -           | -           | 20     | 2      |
| gen.-giu. 2023     | Feralpisalò        | C                  | 11         | 1          | CI-C            | -               | -               | -                  | -                  | -                  | SC-C        | 2           | 0           | 13     | 1      |
| lug.-ago. 2023     | Feralpisalò        | B                  | 0          | 0          | CI              | 1               | 0               | -                  | -                  | -                  | -           | -           | -           | 1      | 0      |
| Totale Feralpisalò | Totale Feralpisalò | Totale Feralpisalò | 11         | 1          |                 | 1               | 0               |                    | -                  | -                  |             | 2           | 0           | 14     | 1      |
| ago. 2023-2024     | Carrarese          | C                  | 30+7       | 3+1        | CI-C            | 1               | 0               | -                  | -                  | -                  | -           | -           | -           | 38     | 4      |
| 2024-2025          | Catania            | C                  | 23+4       | 1+1        | CI+CI-C         | 0+1             | 0               | -                  | -                  | -                  | -           | -           | -           | 28     | 2      |
| Totale carriera    | Totale carriera    | Totale carriera    | 325        | 22         |                 | 17              | 0               |                    | -                  | -                  | -           | 2           | 0           | 343    | 22     |

## Palmarès

### Club

#### Competizioni nazionali
- Serie C: 1

Feralpisalò: 2022-2023 (Girone A)